# シャーリ・ラースロー
シャーリ・ラースロー（Sáry László、1940年1月1日 - ）は、ハンガリーの作曲家、ピアニスト。ヨーロッパ表記ではラースロ・シャーリとなる。

## 経歴
ハンガリー北西部のジェーラスゾニファ（Győrasszonyfa）の生まれ。1966年、ブダペストのリスト音楽院を卒業。1970年、ラースロー・ヴィドツキー、イェネイ・ゾルターン（Zoltán Jeney）、エトヴェシュ・ペーテル、シモン・ゾルターン（アルバート・サイモン）らとブダペスト新音楽スタジオを設立。
1970年代からミニマル・ミュージックの様式で作曲を始める。また、日本、フランス、イタリア、ベルギー、エストニアで音楽教師のための講座を受ける。
1990年、ブダペストの演劇・映画大学の教授となる。1994年、MUSEプロジェクトに参加。1996年、東京に3ヶ月間滞在し、日本の伝統音楽・芝居などを勉強する。

## ディスコグラフィ
- Mai magyar cimbalomművek（1978年、Hungaroton）
- Mai magyar művek cimbalomra（1979年、Hungaroton）
- Amadinda（1987年、Hungaroton）
- Hommage（1995年、Magyar Rádió）
- Sáry László: Az idő szava; Az ismétlődő ötös; stb.（1996年、Hungaroton）
- Kortárs magyar zene fagottra és zongorára（1997年、Hungaroton）
- Magyar hangtájak I.（1997年、HEAR Studio-Hung. Rad.）
- Kortárs liturgikus magyar zene（1998年、Hungaroton）
- Sáry László: Lokomotív Szimfónia（Locomotive Symphony, 機関車交響曲）（1998年、BMC Records）
- Psy: A cimbalom varázsa（2001年、Hungaroton）
- Vékony Ildikó: Szálkák（2001年、BMC Records）
- Dervistánc（2002年、BMC Records）
- Kurtág, Szőllősy, Sáry, Serei, Sári, Gyöngyössy（2002年、BMC Records）
- Sáry László: Tánczene（2003年、BMC Records）
- Trio Lignum: Offertorium（2003年、BMC Records）
- Music Colours - Hungarian Contemporary Music (1989-2004)（2004年、BMC HMIC）
- Sáry László: Ütőhangszeres kompozíciók（2004年、Hungaroton）
- A 70-es évek kortárs magyar szerzőinek közös művei（2005年、BMC Records）
- Flowers of Heaven（天国の花、2006年、Hungaroton）古橋富士雄・指揮、NHK東京児童合唱団・合唱の『12の俳句（Twelwe Haiku Poems）』（テキスト：松尾芭蕉、与謝蕪村、小林一茶のハンガリー語訳）も収録。